# Familia Silesiae
Familia Silesiae – seria wydawnicza o charakterze naukowym, poświęcona badaniom genealogicznym na Śląsku Cieszyńskim. Pierwsze dwa tomy ukazały się w 1997 roku.
Inicjatorami wydawania „Familia Silesiae” byli Mariusz Makowski i Wacław Gojniczek. W dwóch pierwszych tomach znalazły się m.in. referaty z konferencji naukowej, poświęconej zagadnieniom genealogii rodzin szlacheckich i mieszczańskich, która odbyła się w dniach 15-16 listopada 1994 w Cieszynie.
Uchodzi za jedno z ważniejszych opracowań dotyczących badań genealogicznych na Śląsku wydanych po 1989 roku.